# Marea despărțire (film)
Marea despărțire (în engleză The Long Goodbye) este un film american neo-noir satiric de mister de crimă din 1973 regizat de Robert Altman. Este bazat pe un roman omonim (în engleză) din 1953 scris de Raymond Chandler. Scenariul a fost scris de Leigh Brackett, care a co-scris scenariul filmului din 1946, Somnul de veci, bazat tot pe un roman de Chandler. Filmul îl are în distribuție pe Elliott Gould în rolul detectivului Philip Marlowe, în alte roluri au interpretat Sterling Hayden, Nina Van Pallandt, Jim Bouton și Mark Rydell. Filmul marchează și o apariție timpurie nemenționată a lui Arnold Schwarzenegger.

## Prezentare
Într-o noapte târziu, detectivul privat Philip Marlowe este vizitat de prietenul său apropiat Terry Lennox, care cere să fie dus cu autoturismul de la Los Angeles până la granița dintre California și Mexic, la Tijuana. Marlowe îl ajută. La întoarcerea acasă, Marlowe este întâmpinat de doi detectivi de poliție care îl acuză pe Lennox că și-a ucis soția bogată, Sylvia. Marlowe refuză să le dea orice informație, așa că îl arestează. După ce este închis trei zile, poliția îl eliberează, pentru că a aflat că Lennox s-a sinucis în Mexic. Poliția și presa par să creadă că este un caz rezolvat, dar Marlowe nu acceptă afirmațiile oficiale.
Marlowe este angajat de Eileen Wade, care îi cere să-i găsească soțul dispărut, Roger, un romancier alcoolic care un blocaj ca scriitor a cărui persoană macho, asemănătoare lui Hemingway, se dovedește autodistructivă, ducând la dispariții de câteva zile din casa lor din Malibu. În timp ce investighează unde este soțul dispărut al Eileenei, Marlowe cercetează clinici private de detoxifiere pentru alcoolici bogați și dependenți de droguri. El îl localizează și îl recuperează pe Roger și află că familia Wades îi cunoștea pe Lennox din punct de vedere social și bănuiește că există ceva mai mult legat de sinuciderea lui Lennox și uciderea Sylviei. Marlowe provoacă furia gangsterului Marty Augustine, care vrea să-i fie returnați banii pe care îi datora Lennox și îl amenință pe Marlowe mutilându-și propria amantă.
După o călătorie în Mexic, unde oficialii coroborează detaliile morții lui Lennox, Marlowe se întoarce la casa lui Wade. Are loc o ceartă pe tema facturii neplătite a lui Roger de la clinica de detoxifiere. Mai târziu în acea noapte, Eileen și Marlowe îl văd pe Roger beat rătăcind prin mare; înainte ca ei să-l poată opri, acesta se îneacă. Eileen mărturisește că Roger a avut o aventură cu Sylvia și probabil ar fi ucis-o. Marlowe spune asta poliției, care consideră că timpul petrecut de Roger la clinică îi oferă un alibi.
După ce l-a vizitat pe Augustine, ai cărui bani lipsă au fost returnați, Marlowe o vede pe Eileen plecând cu un Mercedes-Benz 450SL decapotabil. În timp ce fuge după ea, el este lovit de o mașină și internat la spital. Trezindu-se, primește o muzicuță de la pacientul foarte bandajat din patul alăturat. Întorcându-se în Malibu, află că locuința familiei Wade a fost preluată de o companie imobiliară și Eileen a plecat.
Se întoarce în Mexic, unde mituiește oficialii locali ca să dezvăluie adevărul. Ei mărturisesc că au pus la cale sinuciderea lui Terry și că este în viață și bine-mersi într-o vilă mexicană. Marlowe îl găsește pe Terry, care recunoaște că a ucis-o pe Sylvia și dezvăluie că are o aventură cu Eileen. Roger descoperise aventura și i-o dezvăluise Sylviei, după care Terry a ucis-o în timpul unui conflict violent. Terry se bucură că Marlowe a fost amăgit de manipulările sale, făcându-l pe Marlowe să-l împuște pe Terry. În timp ce Marlowe pleacă, el trece pe lângă Eileen, care este pe cale să se întâlnească cu Terry. Marlowe își scoate muzicuță și cântă în timp ce se plimbă liniștit pe drum.

## Distribuție
- Elliott Gould - Detectiv particular Philip Marlowe
- Nina van Pallandt - Eileen Wade
- Sterling Hayden - Roger Wade
- Mark Rydell - Marty Augustine
- Henry Gibson - Dr. Verringer
- David Arkin - Harry
- Jim Bouton - Terry Lennox
- Warren Berlinger - Morgan
- Pancho Córdova - Doctor
- Enrique Lucero - Jefe
- Rutanya Alda - Rutanya Sweet
- Jack Riley - Riley
- Jerry Jones - Det. Green
- John S. Davies - Det. Dayton
- Arnold Schwarzenegger - Hood in Augustine's Office (nemenționat)[10]